# Gà tiền xám
Gà tiền xám (danh pháp hai phần: Polyplectron bicalcaratum) là một loài trĩ thuộc chi Gà tiền, họ Trĩ. Loài chim này phân bố ở các vùng đất thấp và rừng đồi ở lục địa Đông Nam Á, nhưng không hiện diện ở phần lớn lãnh thổ Đông Dương cũng như toàn bộ bán đảo Mã Lai. Thức ăn của chúng gồm các loại hạt, mối, trái cây và các loài không xương sống. Con mái mỗi lứa thường đẻ hai quả trứng.

## Mô tả
Đây là một loài chim lớn, dài đến 76 cm, có màu nâu xám có điểm các đốm xanh lá cây, mồng dày và dài, mặt có da đỏ hay hồng, cổ họng có màu tráng, chân màu xám. Con trống và con mái khá giống nhau nhưng con mái nhỏ hơn, màu tối hơn và ít sặc sỡ hơn con trống. Con non có bề ngoài giống con mái.
Loài này được liệt kê vào mục ít quan tâm của danh sách đỏ IUCN các loài bị đe dọa. Nó được liệt kê vào CITES Appendix II.